# Siegfried Seidl
Siegfried Seidl, född 24 augusti 1911 i Tulln, död 4 februari 1947 i Wien, var en österrikisk Hauptsturmführer och tjänsteman vid Reichssicherheitshauptamt (RSHA), Nazitysklands säkerhets- och underrättelseministerium. Han var från november 1941 till juli 1943 kommendant för koncentrationslägret Theresienstadt. År 1944 ingick Seidl i Sondereinsatzkommando Eichmann och deltog i Förintelsen i Ungern.
Seidl dömdes till döden av en österrikisk folkdomstol och avrättades genom hängning år 1947.